# Paolo Caviglia
Paolo Caviglia (Finale Ligure, 21 agosto 1941) è un politico italiano.

## Biografia
Già presidente della Camera di Commercio di Savona, segretario del Partito Socialista Italiano savonese, capogruppo PSI a Finale Ligure negli anni '70, è stato parlamentare del Psi per tre mesi: subentrato al posto di Antonio Enrico Canepa scomparso nell'aprile 1983 a causa di un'overdose, rimase in carica fino al termine della legislatura. È poi stato assessore comunale e vicesindaco di Savona dal 2006 al 2011 con La Rosa nel Pugno.